# Awista Ayub
Awista Ayub (* 1979) ist eine afghanische Autorin und Gründerin der Afghan Youth Sports Exchange in den Vereinigten Staaten.

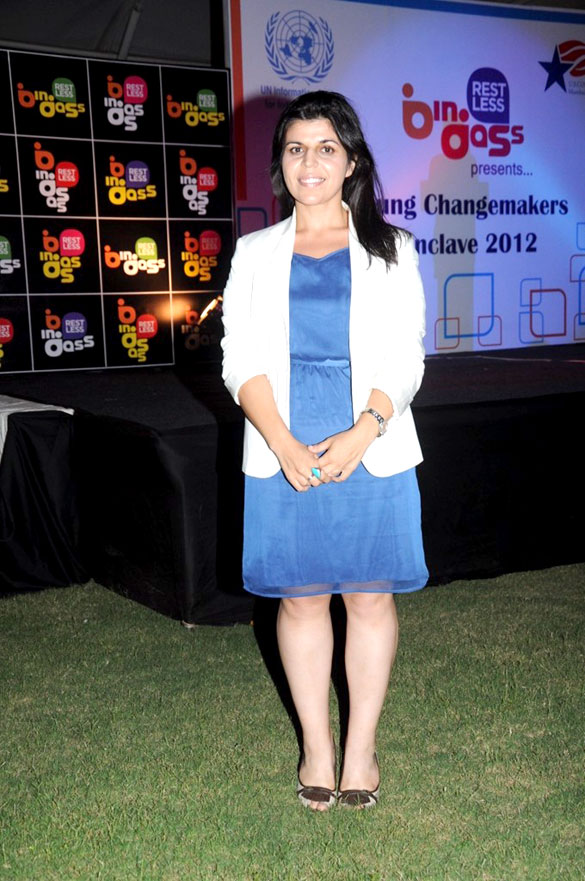
Awista Ayub bei der „United Nations' Young Changemakers Conclave“ (UNYCC) 2012

## Leben
Awista Ayub kam als Zweijährige mit ihrer Familie von Afghanistan in die USA. Sie studierte Chemie an der  University of Rochester in New York und schloss mit dem Bachelor-Examen ab. Ihr Studium an der University of Delaware schloss sie mit dem Master of Public Administration ab. Schon während des Studiums setzte sie sich für den Sport ein, von dessen gesellschaftsverändernder Wirkung sie überzeugt ist. Im Herbst 2003 gründete sie den "Afghan Youth Sports Exchange". Für ihr Engagement wurde sie vom Glamour Magazin im Juli 2006 mit dem Titel 'Hero of the Month' ausgezeichnet. Von 2005 bis 2007 war Ayub als Erziehungs- und Gesundheitsbeauftragte an der afghanischen Botschaft in Washington, D.C. tätig.
In ihrem Roman Kabul Girls Soccer Club, der unter dem Titel Kabul Girls Soccer Club: A Dream, Eight Girls, and a Journey Home 2010 erschienen ist,  erzählt Ayub die Geschichte von acht Mädchen, die in die Vereinigten Staaten gebracht wurden, um zu lernen, wie man besser Fußball spielt. 

## Werke
- Kick it in Kabul. 8 Mädchen, 1 Ball und der Traum von Freiheit. Bastei Lübbe, Bergisch Gladbach 2010, ISBN 978-3-404-61667-1. Aus dem amerikanischen Englisch von Ingrid Exo.